# Protestos por George Floyd na Filadélfia

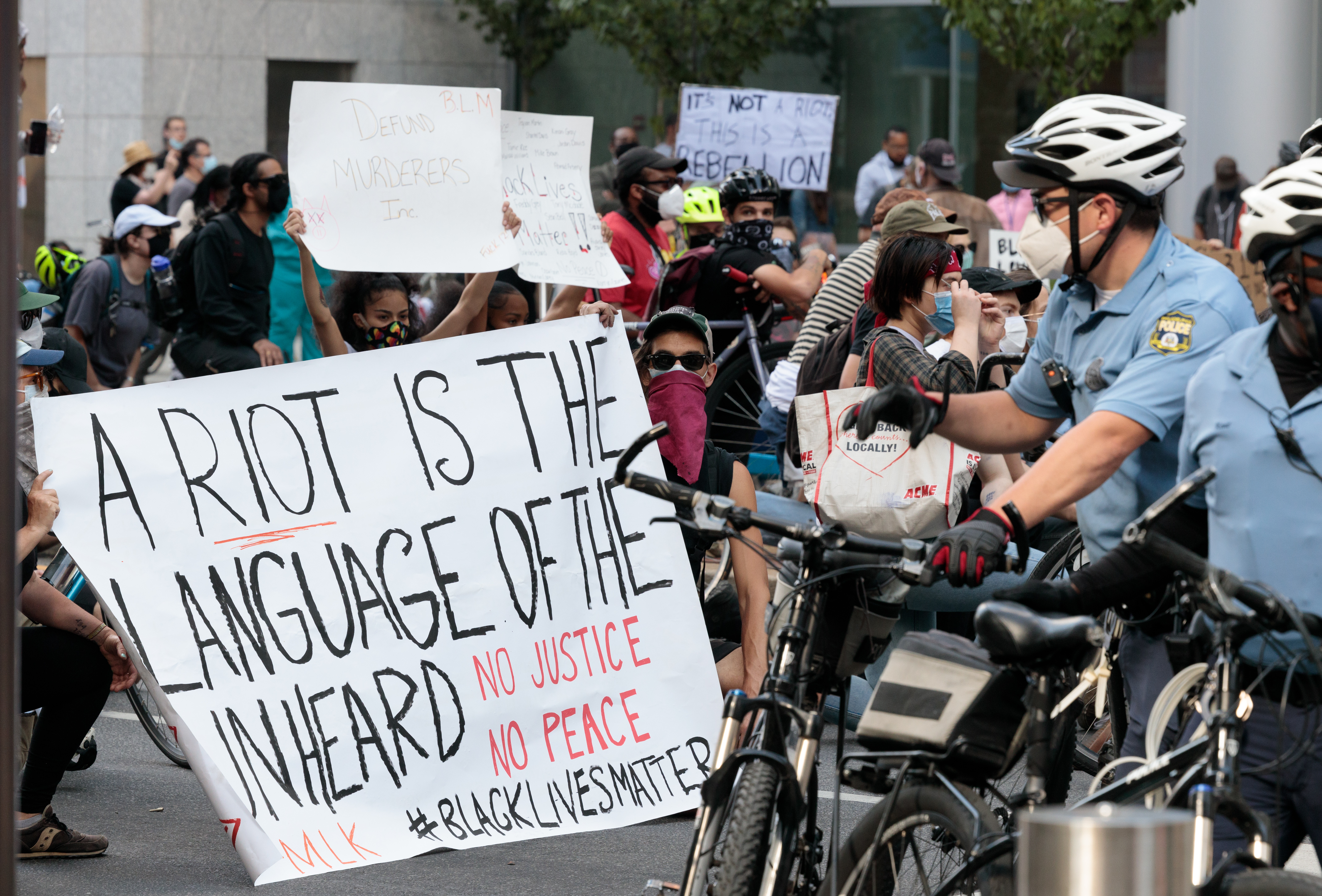
Manifestantes na Filadélfia em 1 de junho

Os protestos por George Floyd na Filadélfia são uma série de protestos em andamento que ocorrem na cidade da Filadélfia. Os distúrbios na cidade começaram como uma resposta à morte de George Floyd sob custódia policial em Minneapolis em 25 de maio de 2020. Inúmeros protestos, comícios e marchas ocorreram na Filadélfia em solidariedade aos manifestantes em Minneapolis e nos Estados Unidos. Essas manifestações pedem justiça a Floyd e protestam contra a brutalidade policial. Após vários dias de protestos, a liderança da Filadélfia juntou-se a outras grandes cidades, incluindo Chicago, no estabelecimento de um toque de recolher, a partir de sábado, 30 de maio, às 20h.

## Contexto
Em 25 de maio de 2020, George Floyd, um afro-americano, foi morto na comunidade Powderhorn de Minneapolis, Minnesota. Enquanto Floyd estava algemado e deitado de bruços em uma rua da cidade durante uma prisão, Derek Chauvin, um policial americano branco de Minneapolis, manteve o joelho no lado direito do pescoço de Floyd por 8 minutos e 46 segundos. De acordo com a queixa criminal contra Chauvin, ocorreram 2 minutos e 53 segundos depois que Floyd deixou de responder. Os oficiais Tou Thao, J. Alexander Kueng e Thomas K. Lane participaram da prisão de Floyd, com Kueng segurando Floyd, Lane segurando suas pernas, e Thao observando e impedindo a intervenção de um espectador enquanto ele estava por perto.
A morte de Floyd é um dos muitos assassinatos amplamente divulgados de homens afro-americanos nos Estados Unidos pela polícia. O assassinato foi comparado à morte de Eric Garner em 2014. Garner, também negro, desarmado, repetiu "Não consigo respirar" onze vezes depois de ter sido colocado em um estrangulamento por um policial de Nova Iorque durante uma prisão em Staten Island, Nova Iorque.
Em resposta ao assassinato, os protestos começaram em Minneapolis e depois se espalharam pelos Estados Unidos, incluindo a Filadélfia.

## Cronologia

### 30 de maio
Os protestos começaram do lado de fora da prefeitura da Filadélfia ao meio-dia. Lá, os manifestantes se ajoelharam e se envolveram em nove minutos de silêncio, referindo a quantidade de tempo que Chauvin se ajoelhou no pescoço de Floyd. Por volta das 13h, os manifestantes marcharam da prefeitura para o Museu de Arte da Filadélfia. Por volta das 17h muitos dos manifestantes entraram na I-676, interrompendo o tráfego nas duas direções. A polícia então usou gás lacrimogêneo e spray de pimenta para dispersar a multidão. No auge, a multidão de manifestantes foi estimada entre 3.000 e 5.000.
Protestos posteriores incluíram a queima de vários veículos da polícia. Várias empresas em Center City Philadelphia foram saqueadas e um grande incêndio eclodiu em um prédio de três andares na 17th Street e Walnut Street. Uma estátua de Frank Rizzo, um ex-prefeito e comissário de polícia conhecido por seu racismo aberto e apoio entusiástico à violência policial, foi pintada com spray e foram feitas tentativas frustradas de derrubá-la. A remoção da estátua tem sido discutida pelas autoridades da Filadélfia desde pelo menos 2017. Um total de 13 policiais ficaram feridos e pelo menos 14 pessoas foram presas. Um policial foi atropelado por um carro enquanto tentava parar os saqueadores na 7th Street e Chestnut Street. O policial foi levado ao hospital com um braço quebrado e outros ferimentos. O prefeito Jim Kenney emitiu um toque de recolher em vigor às 20h. no sábado à noite.

### 31 de maio
A Guarda Nacional da Pensilvânia foi chamada para a Filadélfia durante o segundo dia de protestos. Trabalhadores e voluntários limparam janelas quebradas e lixo em Center City. As ruas de Center City estavam fechadas ao trânsito. Saques e destruição se espalharam para outras partes da cidade, incluindo o nordeste da Filadélfia, o norte da Filadélfia e o oeste da Filadélfia. Carros de polícia foram incendiados no oeste da Filadélfia. Um toque de recolher entrou em vigor às 18h.